# 澳军麦克唐纳-道格拉斯 F/A-18大黄蜂战机
麦克唐纳-道格拉斯F/A-18大黄蜂战机自1984年起开始在澳大利亚皇家空军服役。
1981年，澳大利亚政府共订购了75架F/A-18 A型和B型战机，以取代澳空军的幻象3型戰鬥機。
大黄蜂战机于1984年至1990年间进入澳空军服役，於20世纪80年代末至90年代初，有4架大黄蜂战机因飞行事故损毁。
2019年2月，澳方向加拿大转售了两架大黄蜂战机，还有一批大黄蜂战机已经退役。
2003年的伊拉克战争中，澳空军首次将大黄蜂战机投入实战。期间，14架大黄蜂战机在伊拉克上空巡逻，并为联军的地面部队提供了密接空中支援。
2001年末至2002年初，澳空军的大黄蜂战机为位于迭戈加西亚的美国空军基地提供了安全保障，还参与了当时在澳大利亚举行的一些重要活动的安保工作。
2015年至2017年间，澳军的部分大黄蜂战机在中东参与了打击伊斯兰国的秋葵行動。
1999年起，澳空军对大黄蜂战机进行了一系列升级以提升其作战能力，但是该机型越来越难以操控，而且有落后于其他国家的战机和防空系统的风险。因此，澳空军开始陆续退役F/A-18大黄蜂战机，最晚于21世纪20年代初全部退役。目前，澳政府已用72架洛克希德马丁F-35闪电II战机替代大黄蜂战机。
澳政府决定出售从空军退役的大黄蜂战机，并最终在2019年初向加拿大出售了25架大黄蜂战机，至於剩餘的41架戰機，澳方曾打算於得到美國同意後，將之贈予烏克蘭空軍，作為俄烏戰爭軍援之一，但烏軍經評估後認為該等機材並不適用。

## 机型选拔
澳空军于1968年起开始寻找代替幻象3型戰鬥機的机型。 1971年12月，澳空军对新机型提出了具体要求，投标的飞机制造商数量远超预期。澳空军决定从1980年起逐步淘汰幻影III型战机。1973年，澳空军的相关人员先后考察了麦克唐纳-道格拉斯F-15鹰式战机、诺斯罗普YF-17战斗机, 萨博37雷式战机和幻影F1战机，但他们并没有急于确定替代机型，而是在等待即将推出的新机型。1974年8月，澳政府决定推迟战机更新计划，并将幻影III型战机的服役年限延至20世纪80年代，澳空军共有四个中队装备了幻影III型战机，其中的一个中队在此时解散。

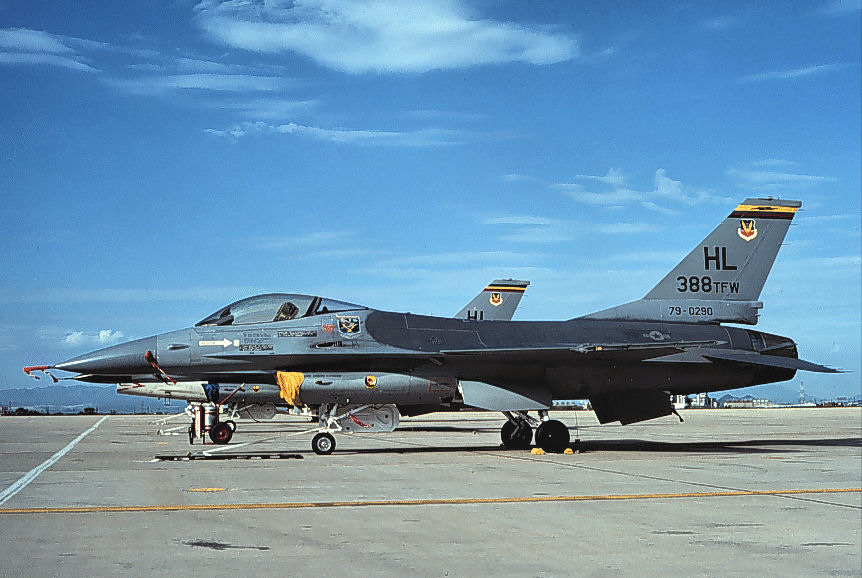
美国空军的F-16A，摄于1980年

1975年，澳大利亚替换幻影战机的项目恢复进行，并于1976年成立了战术战斗机项目办公室，旨在管理澳空军下一代战斗机的选拔工作。 同年11月，该办公室发布了征求建议书，并得到了11条回复。1977年3月，该办公室将重点放在了F-15鹰式战机、通用动力公司F-16战隼战机、达索幻影2000战机、帕那维亚狂风式战机和麦克唐纳-道格拉斯F-18A以及F-18L战机的身上。F-18A战机是为美国海军设计的舰载机，由YF-17战机发展而来，F-18L战机则是由该设计衍生出的陆基机型。该项目办公室也考虑了格鲁曼F-14雄猫式战机，但却认为该机型不适合澳空军，因此从未将其列入正式的候选名单。 1978年11月，F-15战机和帕那维亚狂风式战机出局，因为狂风式战机的主要设定是轰炸机，其空对空作战能力有限。虽然F-15的优异性能可以满足甚至超出了澳空军的需求，但澳空军认为自己并不需要如此先进的战机，引入该机型服役可能会破坏澳大利亚的地区稳定。
1979年，澳空军继续深入考察剩余的候选机型。1979年4月，鲍勃·理查森少校（后任澳空军副司令）试飞了幻影2000，他指出该机型的空气动力学特性优良，但其航空电子设备、雷达、燃料系统、驾驶舱和武器性能均不如美国设计的机型。 1979年中期，理查森还试飞了YF-17，该机型是F-18L战机的原型机，他对该机的性能很满意。那时，F-18L战机还没有收获订单，澳空军不想冒险成为第一批客户。 与此同时，澳空军谢绝了一份F-14雄猫战机的订单，这批战机最初是伊朗政府订购的，但因伊朗爆发伊斯兰革命而未交付给伊朗。尽管这批F-14的售价已经大幅降低，但是澳空军认为该机型太大、太复杂，不能满足其需求。

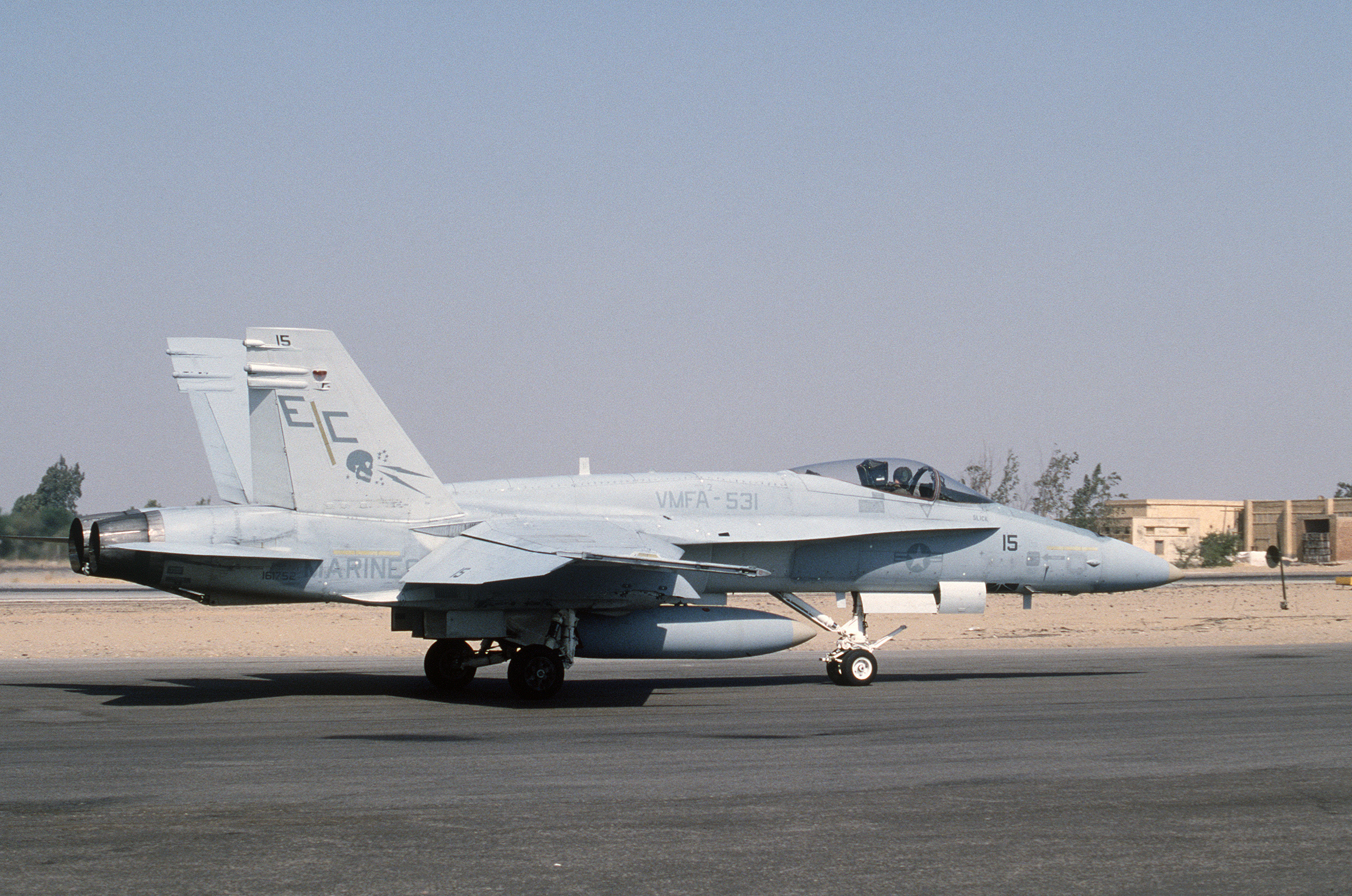
美国海军陆战队的F/A-18A，摄于1985年

排除了幻影2000和F-18L后，澳空军开始在F-16和F-18A间选择。在1979年和1980年，理查森和澳空军其他的飞行员试飞了美国空军的F-16B战机，他们认为该机型性能优异，但有时难以操控。澳方的评估团队还担心F-16引擎的可靠性，认为该机型的技术不成熟。此外，F-16的雷达系统不如F-18A，也不能像F-18A一样发射超视距空对空导弹和远程反舰导弹。 相比之下，评估团队对F-18A印象深刻，他们认为该战机的作战能力和生存能力更强，因为F-18A可以从航母上起降，这些特性对于澳北部的裸露基地来说是很重要的。理查森和其他三名澳空军飞行员试飞了F-18A，他们认为该机便于操控，但飞行控制系统和引擎有一些瑕疵，但评估团队认为这些小缺陷不足为虑。 与只配备了一台引擎的F-16相比，搭载了双引擎的F-18A是其胜出的主要原因。评估团队的研究表明，单发战斗机的损耗率是双发机型的两倍。然而，澳空军还是认为F-16和F-18A的技术都不够成熟，所以没有按原计划在1980年替换战机，并建议政府将该项目推迟一年。
澳政府接受了澳空军的提议，将更换幻影III型战机的项目延至1981年底。通用动力公司借此机会，向澳空军介绍了经升级后的F-16C战机。该机可装备超视距导弹，作战能力接近F-18。1981年5月，理查森和澳空军其他的飞行员试飞了F-16C。同年，F-18也进行了升级改造，并重新命名为F/A-18。1981年，澳空军的试飞员在测试F/A-18时发现，1980年机型上的瑕疵都已解决。 澳空军总结认为，F-16C和F/A-18都能满足自身的需求，虽然F-16的价格更低，但F/A-18还是更胜一筹，因为其技术更成熟，作战部署时更易于维护，而且损耗率更低。 澳政府接受了这个方案，并于1981年10月20日宣布订购75架F/A-18战机。澳国防部长吉姆·基伦承认F-16的价格比F/A-18低7%，但他表示F/A-18更低的维护成本和损耗率将极大地缩小其与F-16的成本差异。
澳政府没有直接向麥克唐納-道格拉斯公司订购F/A-18，而是通过美国政府的对外军售计划购得了这批战机。  通过美国政府订购，使澳空军得以利用美军的优先购买权，并降低了该项目的管理要求。 但这也让整个过程复杂化，这批战机由美国政府订购，然后交付给美国海军，在进行了初步飞行测试后移交给澳空军。 好在整个过程进行得很顺利，而且还节约了大笔资金。

## 战机投产

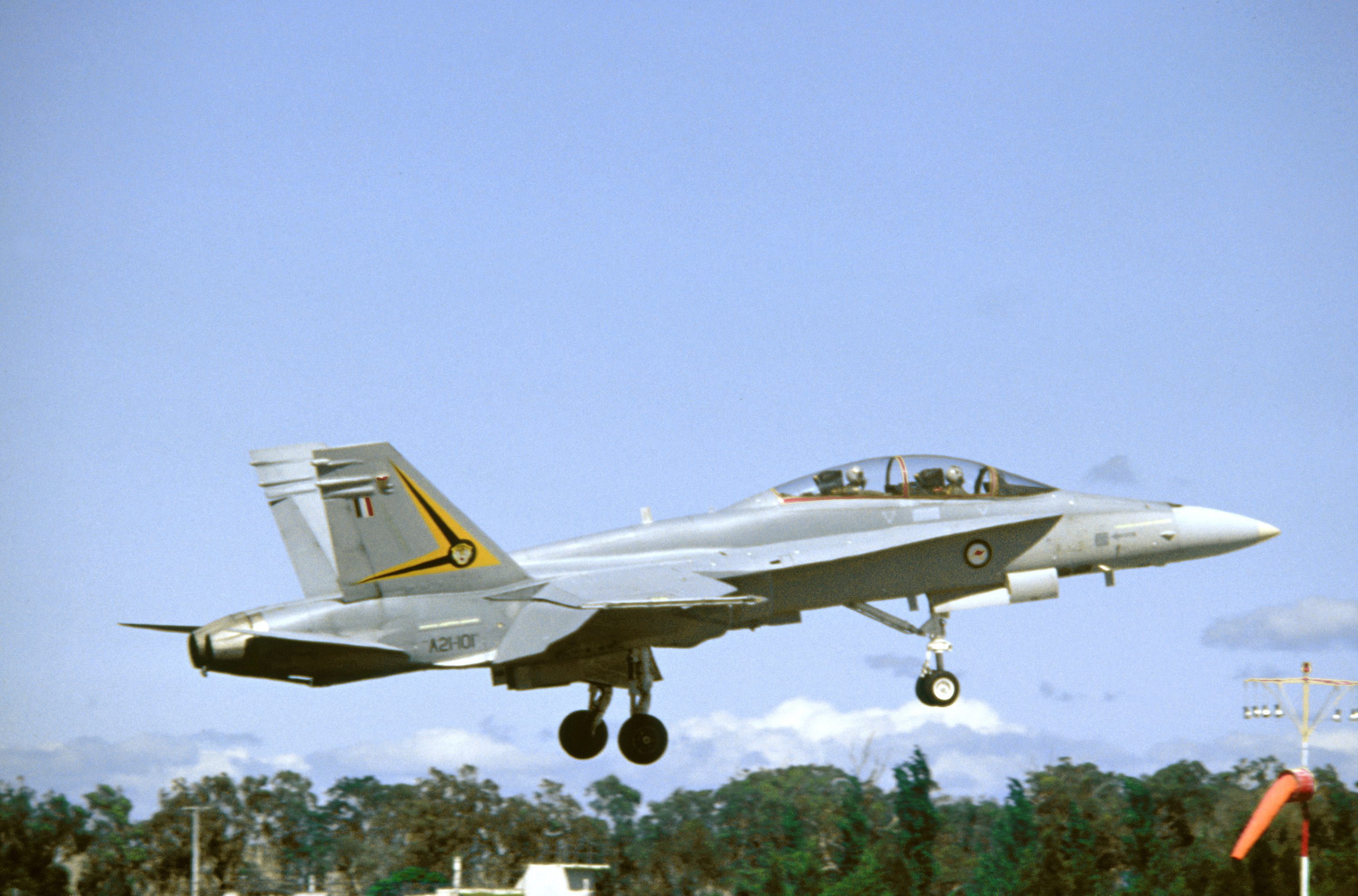
澳大利亚皇家空军的第一批F/A-18B，摄于1985年10月

澳空军订购了75架大黄蜂战机，包括57架单座A型战斗机和18架双座B型训练机。按照计划，三支战斗机中队和一支换装训练中队各装备16架F/A-18战机，其中的12架随时机动，另外4架处于维护状态。余下的11架大黄蜂战机被列为“半衰期消耗性购买”，用于替代在2000年前失事的战机。事实证明，澳空军实际损失的大黄蜂战机远少于这些备份战机的数量。交付工作计划于1984年末开始，到1990年结束。 F/A-18项目的总成本在1981年8月时为24.27亿澳元，包括飞机、备件、其他设备和澳空军基地的改建费，但当时澳元贬值导致总成本迅速上涨。
澳军的大黄蜂战机与美国海军的标准版大黄蜂战机非常类似，只是在细节上略有不同。 前者加装了 仪表着陆系统/甚高频全向范围、高频无线电、全新的 弹射座椅 安全带，拆除了用于在飞机 弹射器上起飞的相关装置. 还有2架澳军的大黄蜂战机装备了飞行测试仪器，以用作飞行试验。
| 年     | F/A-18A | F/A-18B | 总 |
| ------ | ------- | ------- | -- |
| 1985年 | 1       | 7       | 8  |
| 1986年 | 12      | 0       | 12 |
| 1987年 | 7       | 7       | 14 |
| 1988年 | 21      | 4       | 25 |
| 1989年 | 12      | 0       | 12 |
| 1990年 | 4       | 0       | 4  |
| 总     | 57      | 18      | 75 |

澳政府试图借幻影III型战机替换项目来提升澳制造业的水平，故决定在澳本土生产这批战机，尽管这样的成本要比直接从美国采购高。 澳皇家空军最初的2架大黄蜂战机是在美国生产的，其余的战机是在澳大利亚政府飞机制造厂组装的，该厂位于维多利亚州的 爱华隆机场 。这些战机的引擎由位于墨尔本菲舍曼湾的英联邦飞机公司制造。还有12家澳大利亚公司在其它阶段参与到了该项目中。 这些公司被分包给麦克唐纳-道格拉斯和其他为F/A-18战机生产零部件的美国大公司，他们需遵守美对外军售计划的规定。 澳政府希望新加坡和新西兰购买澳制大黄蜂战机，但该想法最终落空。1988年，在美国停产大黄蜂战机的背景下，加拿大政府有意采购25架澳制F/A-18战机以强化自身实力，但这笔交易最终没有达成。

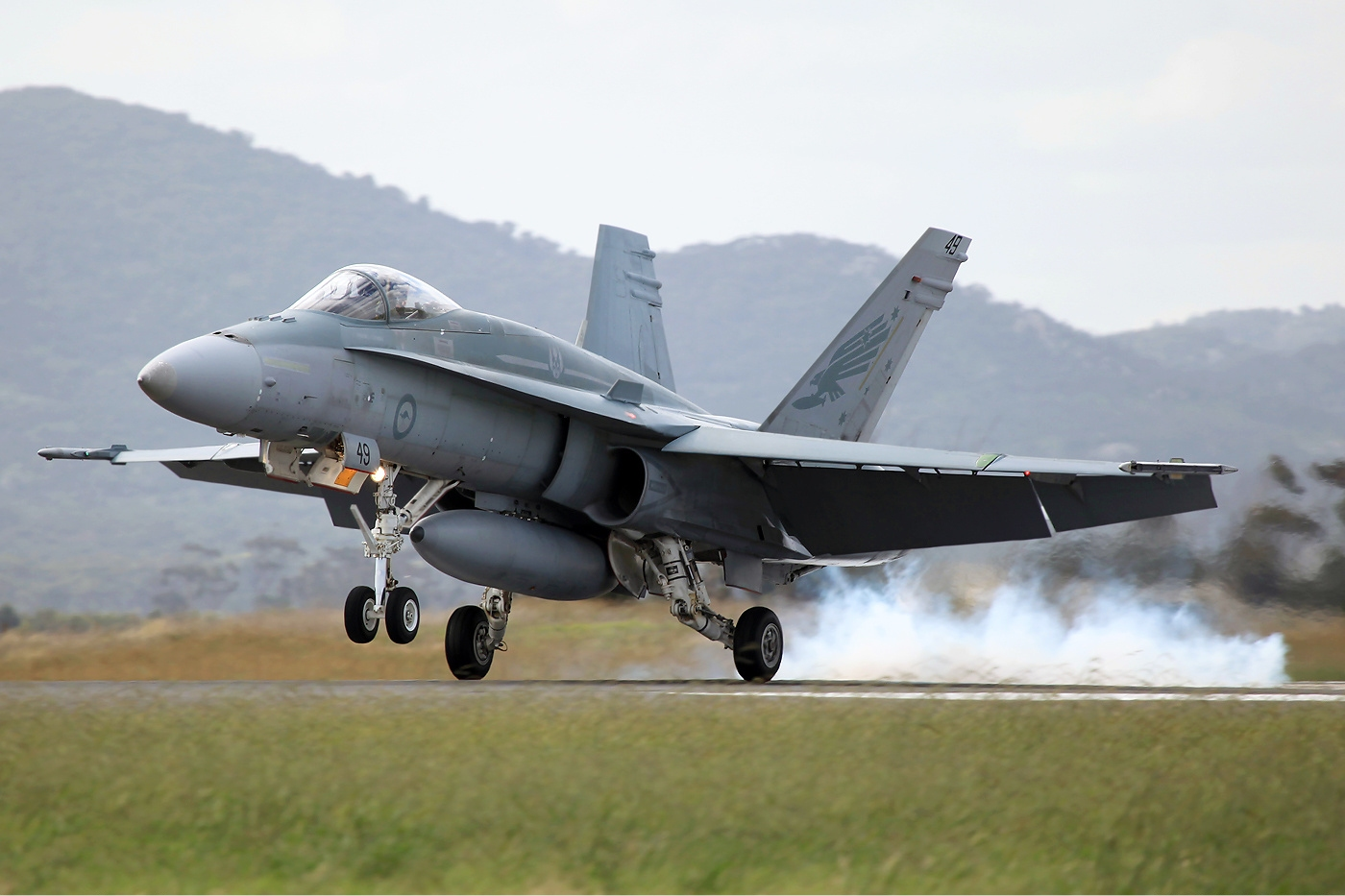
F/A-18A(A21-49)降落，摄于2011年

1984年，澳大利亚的大黄蜂战机开始下线。 最初的2架战机(机身编号 A21-101和A21-102)都在位于圣路易斯的麦克唐纳-道格拉斯工厂制造，后于1984年10月29日交付澳皇家空军。其余的战机一直在美国进行训练和试验，直到1985年5月交付。 接下来的两架战机（A21-103和A21-104）也在圣路易斯制造，随后被拆解，于1984年6月由美国空军的洛克希德C-5银河运输机运至爱华隆机场，随后战机被重新组装。同年11月16日，在由澳时任首席鲍勃·霍克和空军司令大卫·埃文斯中将出席的典礼上展出了A21-103。然而，澳军对哪类飞行员准飞大黄蜂战机产生了界定性争议，导致该战机的首次测试飞行一直被推迟到1985年2月26日。
为了达成生产目标，澳大利亚政府飞机制造厂每月要制造1.5架大黄蜂战机。然而在1987年上半年，由于公司的工厂效率低下和劳资关系问题，其生产进度落后于生产计划。同年后期，澳大利亚政府飞机制造厂提高了生产效率，不过一些原定在澳生产的零部件却是从美国公司购买的。 在经历了澳元贬值后，大黄蜂项目的最终成本为46.68亿澳元，比最初预估的成本少了1.86亿澳元。
1985年，大黄蜂战机开始在澳皇家空军服役。同年5月4日，A21-103正式交付澳空军。 1985年5月16至17日，A21-101和102从加利福尼亚的勒姆尔海军航空站飞往位于新南威尔士的澳皇家空军威廉镇基地。这是一次不间断的航行，在2架大黄蜂战机穿越太平洋的过程中，美国空军的麦克唐纳-道格拉斯KC-10加油机为每架战机加油15次。截止2005年，这一直是F/A-18战机所进行的最长的单次飞行。 尽管澳军的大黄蜂战机曾在1987年推迟生产，但最后一架 (A21-57)于1990年5月16日在堪培拉举办的典礼上如期交付。 F/A-18A型战机的机身编号为A21-1至A21-57, F/A-18B型战机的机身编号为A21-101至A21-118。
为大黄蜂战机建设基地也是一个大型的投资项目。澳投入了超过1.5亿澳元升级威廉镇皇家空军基地的跑道、机库和维护设施，该基地一直是澳F/A-18战机服役期间的主要基地。1985年至1988年间，澳耗费2.15亿澳元，将其北部原有的廷达尔皇家空军基地机场升级为大型空军基地，以便让第75中队驻扎。在此之前，该中队一直驻扎在达尔文皇家空军基地，该基地地处澳北部海岸，容易受到飓风的侵袭，在战争期间难以防御。
由于担心澳皇家空军的通用动力F-111轰炸机的适航性，和洛克希德·马丁F-35闪电II项目延期，澳政府在2006年订购了24架F/A-18F超级大黄蜂战机。该机型的设计与原来的大黄蜂战机有很大的区别。澳皇家空军的首批超级大黄蜂战机于2010年服役，并在次年完成交付。 2013年，澳政府订购了12架波音EA-18G咆哮者电子作战机，该机型为超级大黄蜂的衍生机型，这些战机在2015年至2017年间全部交付给澳皇家空军。

## 维护和升级
澳皇家空军大黄蜂战机的维护工作由空军和民用承包商共同完成。20世纪90年代前期，澳军大黄蜂战机的日常维护和绝大多数的高强度“飞机维修检查”都由空军完成。但随着20世纪90年代澳皇家空军商业促进计划的进行，大黄蜂战机的高强度维护项目逐步外包给私营企业。 根据澳军目前的安排，4个装备有大黄蜂战机的部队负责战机的日常维护，和一些稍微复杂的深度维护工作。其余的深度维护，以及所有大型的翻新和升级项目都由私营公司完成。 自2003年以来，英国宇航系统公司一直是澳军大黄蜂战机深度维护工作的主要承包商。波音澳大利亚公司自2010年中标以来也为澳军大黄蜂战机提供维护服务。 2017年8月，波音澳大利亚公司的合同延长至2021年，这也是澳军大黄蜂战机计划退役的年份，该公司还负责为该机型整合武器系统。 大黄蜂战机维护工作外包是为了让澳皇家空军腾出精力去做接收F-35战机服役的相关工作。
直到20世纪90年代后期，澳皇家空军的大黄蜂战机才做出了一些改进。在此期间，唯一安装到飞机上的新系统就是AN/AAS-38“夜鹰”瞄准吊舱。 因美国政府拒绝与澳分享大黄蜂战机的雷达软件代码，澳便设法破解了代码并修改了程序。这样做能让大黄蜂战机的雷达将澳邻国的飞机都识别为敌机。澳原国防部长金•比兹利在议会发表的最后一次演讲中表示，上世纪80年代，他曾多次向美国政府提出分享大黄蜂雷达系统代码的要求，“最终，我们暗中监视了他们，然后自己提取了代码”。
20世纪90年代，一些亚洲国家引进了米高扬米格-29战机，这引发了澳皇家空军的担忧，他们认为自己的战机可能不够先进。澳空军考虑用欧洲战机公司的台风战机或波音公司的F/A-18E/F超级大黄蜂战机来替代大黄蜂战机，但最终认为这两种机型的技术都不够成熟， 因此决定升级现有的大黄蜂战机。

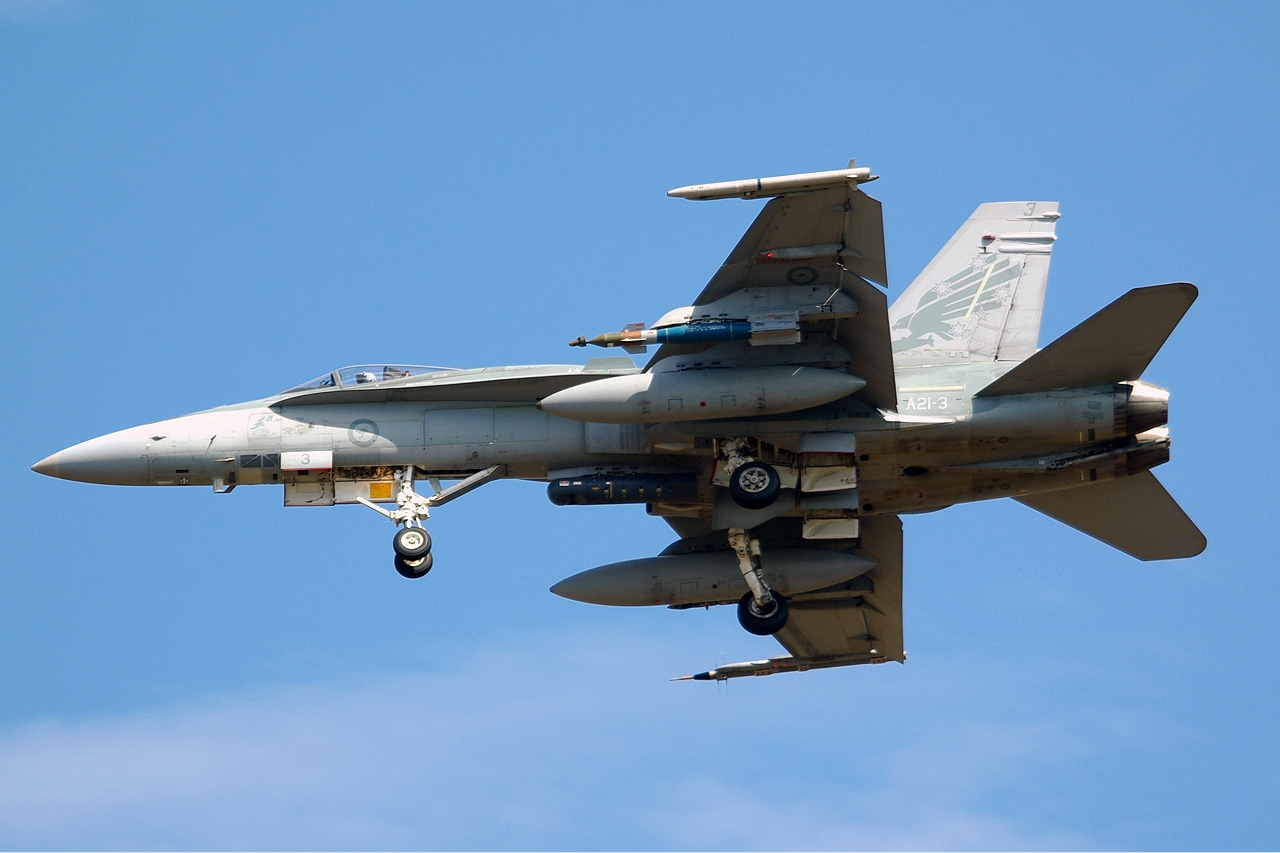
大黄蜂A21-3，摄于2010年8月。 该战机搭载了“闪电”型瞄准吊舱、阿斯拉姆导弹、训练炸弹和外挂油箱。

大黄蜂战机升级项目始于1999年，分为3个主要阶段。 第1阶段在2000年中期至2002年间进行，主要对大黄蜂战机的电脑系统、导航系统和无线电进行了更换。升级后的大黄蜂战机可配备阿斯拉姆空对空导弹，替代了以前的AIM-9响尾蛇导弹。 第2阶段分为4个小阶段，旨在提高大黄蜂战机的作战能力。 在第2.1阶段，大黄蜂战机原来的APG-65雷达被替换为改进过的AN/APG-73雷达，战机还装配了安全语音加密通信系统，计算机系统也进行了更新。 第2.2阶段是整个升级项目中最重要的一环，大黄蜂战机装配了 头盔显示器，该设备需要Link 16网络为其传输数据，战机还加入了新的对抗分配系统，座舱显示器也进行了数次升级。2005年1月至2006年12月间，澳军所有的大黄蜂战机都升级到达了这一水平。 在第2.3阶段，大黄蜂战机安装了一套改良的电子对抗系统，最初选中的是AN/ALR-2002，但其装配效果并不理想，后于2006年末被ALR-67雷达告警接收机取代。截至2012年初，已有14架大黄蜂战机安装了该系统，其余的将在年底前安装。在第2.4阶段，经升级的大黄蜂战机可安装AN/AAQ-28(v)“闪电”型瞄准吊舱，其中的37套吊舱是通过购买获得的，该阶段升级于2007年完成。
大黄蜂战机升级项目的第3阶段旨在修复机体损伤。 第3.1阶段旨在修复所有战机的轻度结构性损伤，这在升级项目的其他阶段也有涉及。有10架大黄蜂战机的中央机身有严重的结构性损伤，后在第3.2阶段对这些受损的机身进行了更换。

## 退役及後續處理

### 退役過程
由於澳洲皇家空軍的F/A-18A/B機齡日漸老化 ，澳洲政府於2008年正式下訂F-35閃電II戰鬥機，並於十年後開始陸續交付；而此等機材則預計於2022年或以前全部退役。
2017年12月，澳洲皇家空軍第3中隊率先將F/A-18A/B調至第77中隊，以預備翌年接收F-35，為澳軍更換戰機計劃揭開序幕。其後，再於2019年12月停止再訓練飛行員，並於稍後陸續分批停飛此型號戰機。
至2021年11月29日，澳洲皇家空軍於威廉鎮基地舉行退役儀式，至此F/A-18A/B正式退出現役，歷年飛行時數達408,000小時。

### 後續處理
除改於加拿大皇家空軍服役或成為博物館藏品外，至今絕大多數退役的澳軍F/A-18A/B均封存於威廉鎮基地。

#### 售往加拿大
由於加美傾銷支線客機爭議，加拿大政府雖然已獲美國政府批准採購F/A-18E/F，但作為傾銷案原告的波音公司決定拒售。因此，加方於2017年8月決定改為購入18架行將退役的澳軍F/A-18A/B，同年12月正式簽約。經過一次增購後，澳方最後於2019年1月確定向加國出售25架F/A-18A連備件，作價9000萬加拿大元，當中18架由加軍翻新及升級後重新服役，另有7架為拆零機。
加軍採購的首批兩架飛機於2019年2月飛抵加拿大，並於參與與美、加合辦的「紅旗演習」後正式交付，而剩餘的退役機材交付則預計於2021年內完成。

#### 售回美國
2020年3月，澳洲國防工業部長宣佈剩下的41架澳軍F/A-18A/B，將售予美國軍事承包商「Air USA」，以供美軍作假想敵訓練之用。然而，截至2023年2月，該出售案仍未訂定。

#### 作為對烏軍援
2023年6月，《金融評論報》引述國防部官員說法，指出澳洲政府正考慮於得到美國批准後，將41架原擬出售作假想敵訓練的F/A-18A/B贈予烏克蘭空軍，作為對烏軍援的一部分。若計劃成事，將為澳洲歷來最大一筆的海外軍援。及後，烏軍於同月派員前往威廉鎮基地，為該批封存飛機進行評估。
至2023年12月，烏克蘭政府據報即將向澳洲政府提出正式請求，以獲取上述的F/A-18A/B。但在評估後，烏軍於2024年1月尾宣佈將不採用該批飛機。